# Osiedle Słowiańskie (Wronki)
Osiedle Słowiańskie – osiedle położone we wschodniej części Wronek.
Najbardziej na wschód wysunięte osiedle mieszkaniowe w mieście, zabudowane czterokondygnacyjnymi budynkami wielorodzinnymi. Najnowsza jego część nosi nazwę Leśna Polana. 